# Zonsverduistering van 22 juli 1990

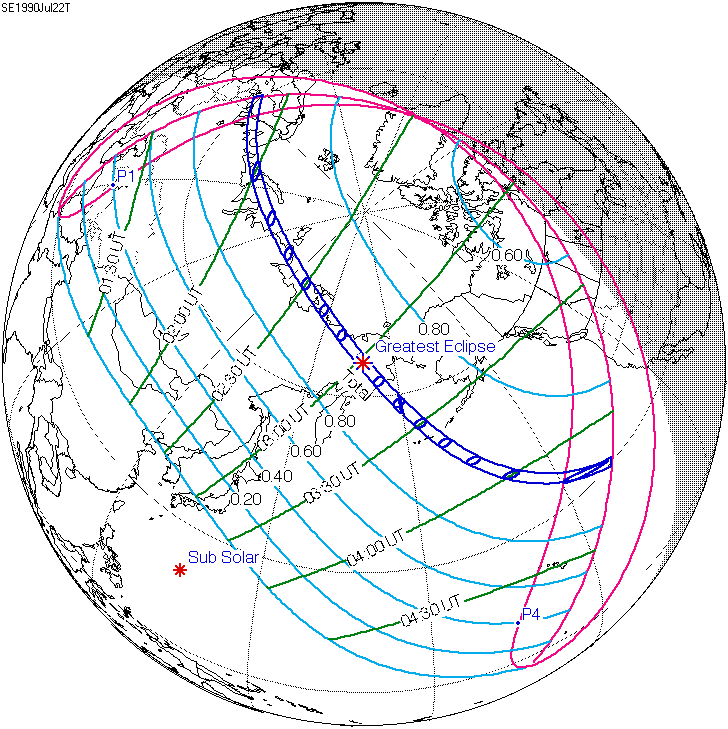
De zonsverduistering was te zien tussen de blauwe lijnen.

De totale zonsverduistering van 22 juli 1990 trok veel over zee, maar was achtereenvolgens te zien in deze drie landen: Estland, Finland en Rusland, en deze vier eilanden: Atka, Amlia, Seguam en Amukta.

## Lengte

### Maximum
Het punt met maximale totaliteit lag in Rusland niet ver van de plaats Lamoetskoje en duurde 2m32,6s.

### Limieten
| Fenomeen                    | Code | Tijdstip UTC |
| --------------------------- | ---- | ------------ |
| Eerste contact bijschaduw   | P1   | 00:40:02.0   |
| Eerste contact kernschaduw  | U1   | 01:52:09.7   |
| Kernschaduw compleet vanaf  | U2   | 01:54:36.7   |
| Bijschaduw compleet vanaf   | P2   | Niet         |
| Maximum eclips              | GE   | 03:02:10.2   |
| Bijschaduw compleet t/m     | P3   | Niet         |
| Kernschaduw compleet t/m    | U3   | 04:10:02.8   |
| Laatste contact kernschaduw | U4   | 04:12:24.9   |
| Laatste contact bijschaduw  | P4   | 05:24:33.7   |